# جوی تانر
جوی تانر (انگلیسی: Joy Tanner؛ زادهٔ ۷ مارس ۱۹۶۶) یک هنرپیشه اهل ایالات متحده آمریکا است. وی از سال ۱۹۸۰ میلادی تاکنون مشغول فعالیت بوده‌است. 
از فیلم‌ها یا برنامه‌های تلویزیونی که وی در آن نقش داشته است می‌توان به جوخه سرد، خانه‌ای در پایان جاده اشاره کرد.